# راشد الثاني بن حميد النعيمي
راشد بن حميد النعيمي الثاني حاكم عجمان، إحدى إمارات الساحل المتصالح التي تشكل اليوم الإمارات العربية المتحدة، من 1864 إلى 1891. شهد عهده، الذي كان سلميًا إلى حد كبير، توسعًا في النفوذ الوهابي في الإمارات المتصالحة.

## حصن الزوراء
شارك راشد في محاولة بناء حصن في الزوراء على ساحل عجمان جنوب الحمرية. في الأصل جزيرة رملية غير مأهولة تحيط بها مستنقعات المانجروف، في عام 1866 خالد بن سلطان القاسمي من الشارقة، بدعم من راشد بن حميد وبمساعدة مالية من إمارة نجد أقام الوكيل تركي بن أحمد السديري حصنًا هناك. نظرًا لأن التطوير "يهدد سلام الساحل" وفقًا لـ البريطاني، فقد قصفته السفينة البريطانية إتش إم إس هاي فلاير (1851) وحول إلى ركام.

## السلام البحري
استفادت عجمان في عهد راشد من فترة السلام والهدوء النسبي التي أعقبت المعاهدة العامة للسلام 1820، عندما تمكنت التجارة البحرية وصيد اللؤلؤ من الازدهار والازدهار. أحد الانتهاكات الكبرى النادرة لهذه المعاهدة كان ما حدث في عام 1882، عندما تورط عدد من القوارب من عجمان في هجوم على قارب يحمل العلم التركي، "فتح الكريم"، في البحر الأحمر. ولم تشارك قوارب عجمان في الغارة فحسب، بل أنزلت الغنائم في عجمان. أرسل البريطانيون على الفور السفينة الحربية إتش إم إس عرب (1874) إلى عجمان وأحرقت تسعة قوارب من أسطول عجمان كمثال. اندلع خلاف بين قوارب الشارقة وعجمان على ضفاف اللؤلؤ في عام 1884، وحل هذه المرة بإحراق البريطانيين لقارب الشارقة.
وعلى الرغم من أن البحار كانت هادئة نسبيًا، إلا أن عددًا من الأحداث وقعت في عهد رشيد لزعزعة السلام على الأرض. ومن بين هذه المشاكل كانت المشكلة المستمرة المتمثلة في فرار المدينين. هربًا من الديون، كان التاجر يهرب من إمارة واحدة ويلجأ إلى الإمارة التالية، مما يؤدي إلى انهيار مستمر في العلاقات بين المجتمعات الساحلية. وقع راشد بن حميد على "اتفاقية فرار المدينين" في 24 يونيو 1879، والتي كان البريطانيون يأملون أن تكون بمثابة أداة فعالة لتسليم المجرمين بين الحكام.